# Hasdingowie

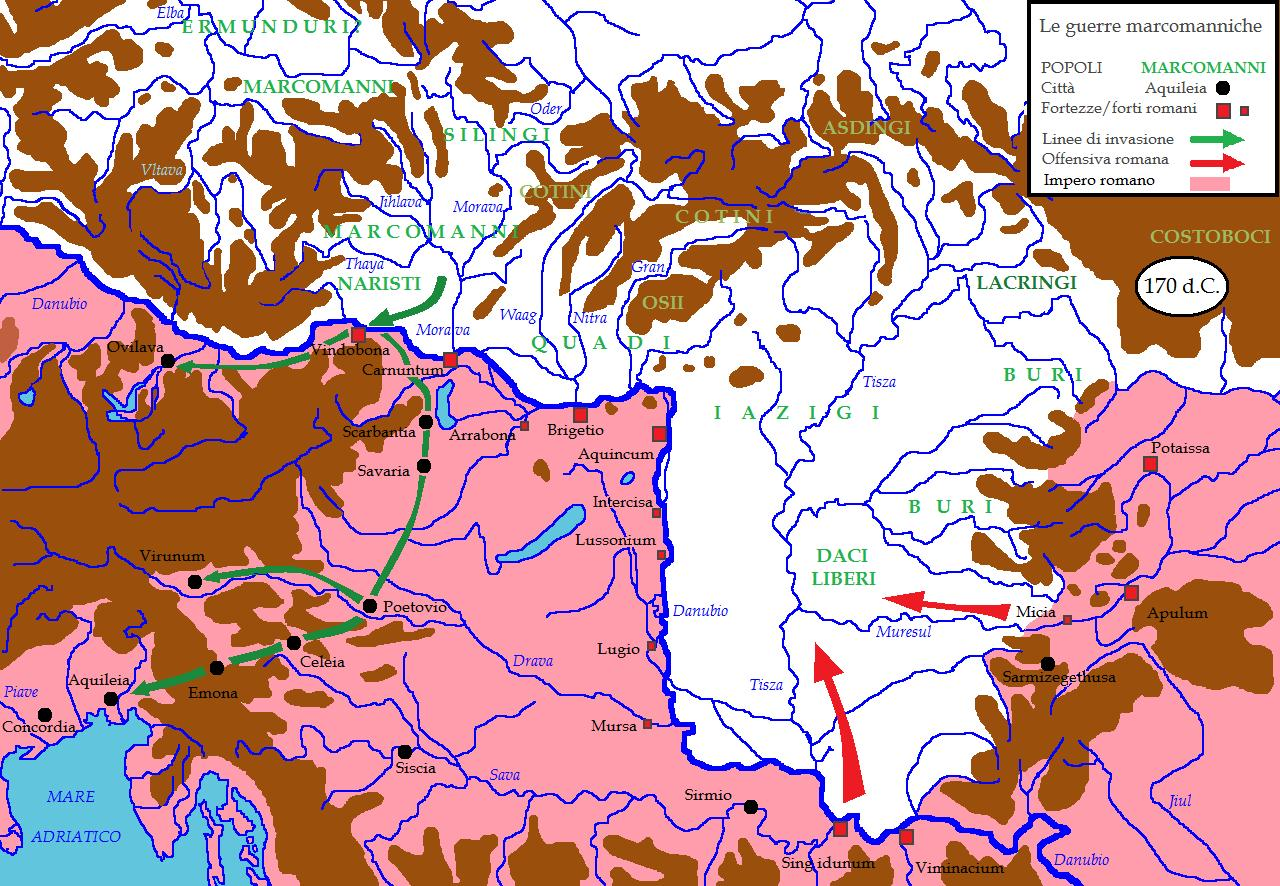
Asdingi ok. 170 roku. Umiejscowieni są w dorzeczu rzeki Białej, Dunajca, Wisłoki i Wisłoka oraz środkowego biegu Sanu (po stronie północnej Karpat), na południu w dorzeczy Bodroga

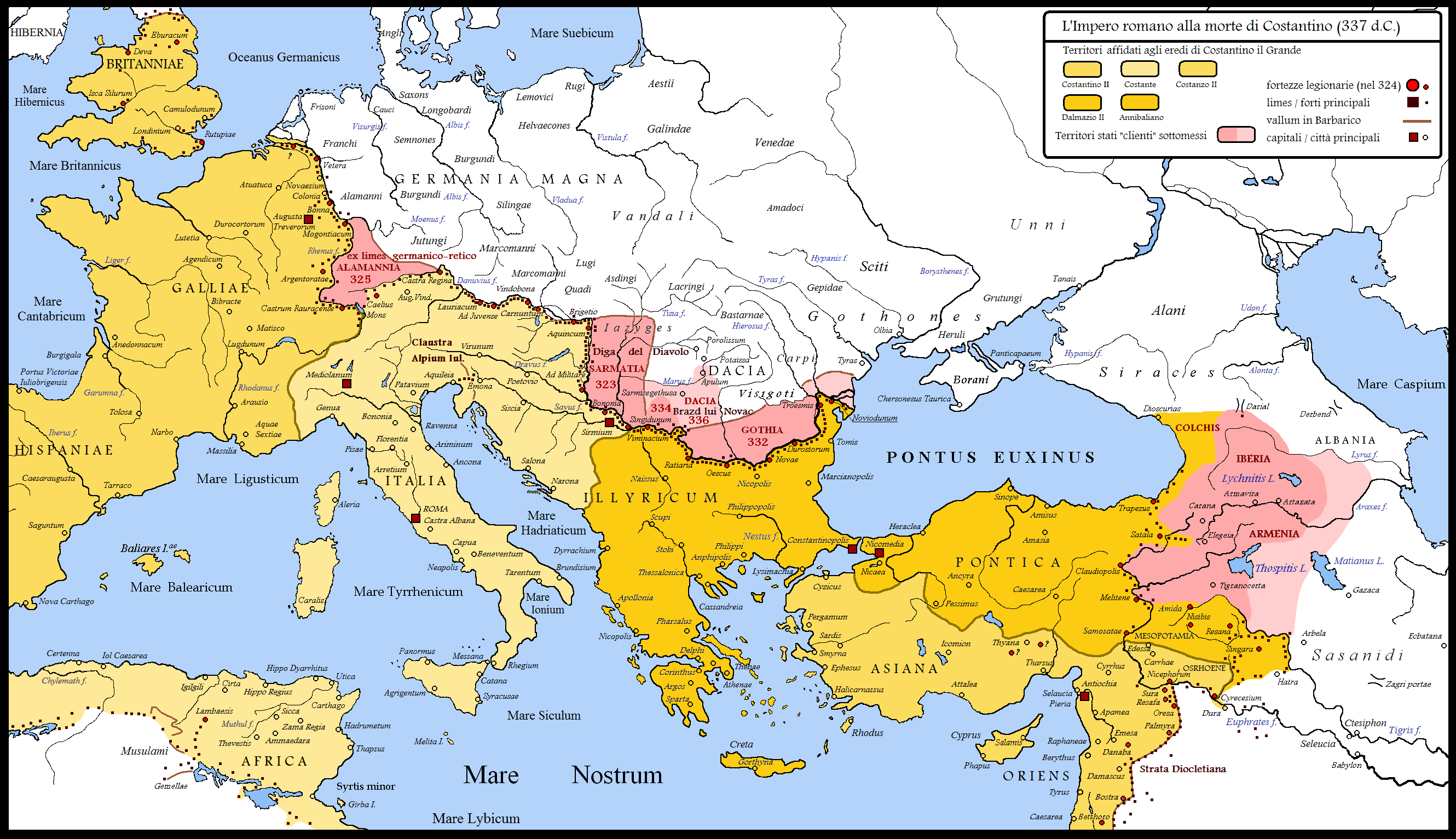
Asdingi na mapie Europy ok. IV wieku

Hasdingowie (Asdingi) – jeden z odłamów Wandalów, który pojawił się na północnych rubieżach cesarstwa rzymskiego w drugiej połowie II wieku.
Przed okresem "wędrówki ludów" Hasdingowie zajmowali ziemie objęte zasięgiem kultury przeworskiej.
Swoją nazwę Hasdingowie zawdzięczali prawdopodobnie nazwie dynastii norweskiej. W okresie wędrówek plemion germańskich na południe szczep być może połączył się ze wspomnianymi przez Tacyta Naharwalami, którzy zamieszkali na śląskim odcinku szlaku bursztynowego. W dalszych etapach wędrówek prawdopodobnie pod naporem wenedzkim Hasdingowie wyruszyli na południe, przekraczając Karpaty.
Według Kasjusza Diona na przełomie lat 171–172 Hasdingowie, którymi dowodzili Raus i Raptus, wkroczyli do Dacji i zaproponowali jej namiestnikowi Sekstusowi Korneliusowi Klemensowi układ: pokój w zamian za umożliwienie im osiedlenia się w granicach cesarstwa. Nieznany jest przebieg pertraktacji. Kolejna informacja o tym wzmiankuje o powierzeniu namiestnikowi opieki nad rodzinami Hasdingów, wystąpieniu plemienia przeciwko Kostobokom i poniesieniu porażki w walce z Lakringami, po czym Hasdingowie zaproponowali Rzymowi pokój w zamian za pomoc w obronie granic. Rzym propozycję przyjął i umożliwił im osiedlanie się na sąsiadujących z Kwadami obszarach nad górną Cisą. 
Po porozumieniu z Rzymem Hasdingowie osiedlili się na obszarach, których granice zakreślane były:
- od zachodu – Dunajem i Cisą,
- północnego zachodu – Wagiem i Nitrą,
- od południa – Dunajem,
- na północnym wschodzie – zewnętrznym łukiem Karpat, Seretem i Dniestrem.

Sąsiadowali z Jazygami od zachodu, Kwadami od północnego zachodu, Lakringami (według niektórych badaczy) i Roksolanami od południa, Gepidami na północnym wschodzie, pośrednio z Wizygotami od wschodu (przestrzeń pomiędzy nimi była oddzielona Wyżyną Transylwańską).
O dziejach Hasdingów w III i IV wieku sporadycznie wzmiankują późniejsze źródła. Świadczyć to może o dopełnieniu przez nich warunków pokoju z Rzymem. Według Jordanesa w 248 roku Astringi nonnulli, część Hasdingów, wzięli udział w wyprawie gockiej pod wodzą Argaita i Gunteryka nad dolny Dunaj. W 260 roku być może przyczynili się do powstania konfliktu pomiędzy Rzymem a Kwadami i Jazygami, którzy wkroczyli do Pannonii Dolnej. W 270 ponownie wdarli się w głąb rzymskiej prowincji Panonii Dolnej. Pokonani przez Rzymian musieli dostarczyć im zakładników oraz oddział posiłkowy w sile 2000 jezdnych. Oddział ten, pod nazwą ala VIII Vandilorum, znalazł się później w Egipcie. W 290 roku wymienieni zostali przy okazji zawiązania koalicji z Gepidami przeciwko Gotom, przy czym Jordanes błędnie zakreślił granice ich terenów. Poszerzył je do obszarów zajmowanych na północy przez Sillingów, przypisał Hasdingom sąsiedztwo Markomanów i bezpośrednio Wizygotów od zachodu i wschodu oraz określił południową granicę ich obszarów na Dunaju.
W pierwszej dekadzie V wieku Wandalowie (Silingowie, Hasdingowie) wraz z Alanami (Jazygami) wyruszyli na zachód wzdłuż limesu rzymskiego. W noc sylwestrową 406 roku wędrowne plemiona przekroczyły zamarznięty Ren koło Moguncji. W latach 407–409 plądrowały Galię, a w roku 409 przekroczyły Pireneje i zajęły Półwysep Iberyjski. Około lat 411–412 Hasdingowie osiedlili się na kilkadziesiąt lat we wschodniej Galicji. W 415 roku do Hiszpanii wtargnęli się Wizygoci na czele z Ataulfem, pokonując osiadłych w Betyce Silingów. Być może po tym wódz Hasdingów Gunderyk przyjął tytuł króla Wandalów i Alanów. Gdy Goci wycofali się do Galii, Gunderyk w 419 roku oblegał Swebów, ale został powstrzymany przez namiestnika rzymskiego, po czym najechał urodzajną Betykę osłabioną po eksterminacji Silingów. W 422 roku Rzym przy wsparciu wizygockim podjął kroki powstrzymania Wandalów przed opanowaniem wybrzeża Morza Śródziemnego. Dowodzone przez magister militum Castinusa wojska rzymskie poniosły porażkę. W 425 roku Wandalowie opanowali Kartagenę i Sewillę, co umożliwiło im aktywność na morzu. Następca zmarłego w 428 roku Gunderyka, Genzeryk, podjął decyzję o przeprawieniu się plemienia do północnej Afryki, gdzie założyli państwo, które przetrwało około stu lat pokonane w 534 roku przez Cesarstwo Bizantyńskie.